# Pontoneros

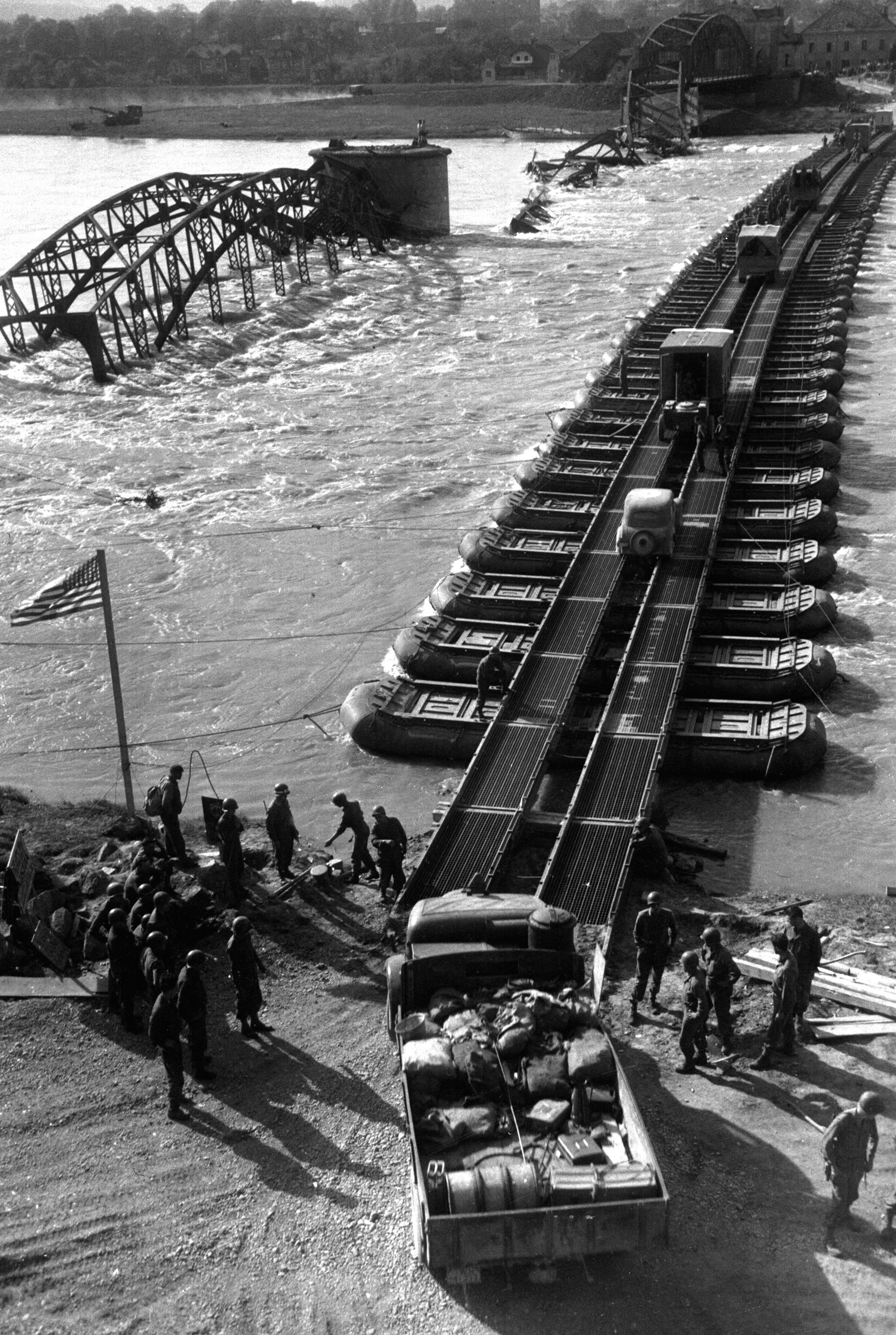
Pontoneros tras construir el puente entre Braunau-am-Inn (Austria) y Simbach (Alemania), en la Segunda Guerra Mundial (11.05.1945)

Los pontoneros son tropas adscritas al cuerpo de ingenieros para la construcción y colocación de los puentes y pontones.

## En España
El Real Cuerpo de zapadores, minadores y pontoneros se formó en España en virtud de Real orden del 11 de julio de 1803: constaba de dos batallones y cada uno, de cinco compañías, una de minadores y cuatro de zapadores.
En tiempo de paz este cuerpo reclutaba por medio de banderas: en campaña se completaba sacando los hombres de los regimientos de infantería. Durante la guerra de Napoleón en 1808 se aumentó hasta seis batallones aislados, cada uno de ocho compañías, una de minadores, una de pontoneros y seis de zapadores; pero la falta de ingenieros obligó al Gobierno a elegir en la infantería a los oficiales de compañía (que eran un capitán, dos tenientes y dos subtenientes) y que solamente los de la plana mayor de cada batallón fuesen facultativos, destinando al mismo tiempo dos cadetes en cada compañía para que fuesen instruyéndose y supliesen por este medio la falta de los colegios militares. 
Por Real orden de 29 de julio de 1815, quedó este cuerpo reducido a tres bajo el mismo pie y fuerza que lo estaban los seis anteriores con la solo diferencia de formar un cuerpo bajo las órdenes de un coronel y de un teniente coronel mayor. El 4 de noviembre de 1823 este cuerpo se extinguió enteramente por disposición de la Regencia del Reino; y el 24 de agosto de 1824 se organizó nuevamente, constando de dos batallones, cada uno con ocho compañías, una de pontoneros, una de minadores y seis de zapadores.
En 1883, el Batallón de Pontoneros se constituyó en regimiento a las órdenes de un coronel y fijaría la que hoy es su residencia definitiva en Zaragoza. Este nuevo regimiento se componía, en principio, de cuatro unidades, de las cuales dos tendrán ganado de silla.